# اف. اسکات فیتزجرالد
فرانسیس اسکات کی فیتزجرالد (انگلیسی: Francis Scott Key Fitzgerald؛ ۲۴ سپتامبر ۱۸۹۶ – ۲۱ دسامبر ۱۹۴۰) نویسنده آمریکایی رمان و داستان‌های کوتاه بود. آثار فیتزجرالد نمایانگر عصر جاز در آمریکا است. او به عنوان یکی از نویسندگان بزرگ سده بیستم میلادی شناخته می‌شود. تاثیرگذارترین اثر او رمان گتسبی بزرگ است که اولین بار در سال ۱۹۲۵ منتشر شد.

## زندگی

### دوران کودکی و اوایل زندگی
فرانسیس اسکات کی فیتزجرالد در ۲۴ سپتامبر ۱۸۹۶ در خانواده‌ای کاتولیک از طبقهٔ متوسط جامعه، در سینت پال به دنیا آمد. پدرش، ادوارد فیتزجرالد از نسلی با تبار ایرلندی و انگلیسی بود. ریشهٔ اجدادیِ مادریِ ادوارد به خانوادهٔ اسکات کی می‌رسد که از اولین خانواده‌های ساکن در مریلند بودند. نام کوچک فیتزجرالد نیز برگرفته از یکی از اعضای این خاندان، فرانسیس اسکات کی است که سرود ملی آمریکا، «پرچم پرستاره» را نوشت. مادرش ماری «مولی» مک‌کویلان نام داشت؛ دختر مهاجری ایرلندی به نام فیلیپ اف. مک‌کویلان که از راه گسترش خواربارفروشی خود توانست ثروتمند شود. ادوارد فیتزجرالد پس از جنگ داخلی آمریکا، از مریلند به مینه‌سوتا نقل‌مکان کرد تا تجارت ساخت مبلمان حصیری را آغاز کند.
یک سال پس از تولد فیتزجرالد، تجارت مبلمان حصیری پدرش شکست خورد و اعضای خانواده به بوفالو نقل‌مکان کردند تا پدر به‌عنوان فروشنده به پروکتر اند گمبل بپیوندد. فیتزجرالد بیشترِ دههٔ اولِ زندگی‌اش را در بوفالو و نیز میان‌دوره‌ای مختصر را که از ژانویهٔ ۱۹۰۱ تا سپتامبر ۱۹۰۳ است، در سیراکیوس گذراند. والدینش او را به دو مدرسهٔ کاتولیک در وست ساید بوفالو فرستادند؛ نخست هالی آنجلز کانونت (۱۹۰۳–۱۹۰۴) و سپس آکادمی ناردین (۱۹۰۵–۱۹۰۸). همسالانش فیتزجرالد را در دوران کودکی، به‌عنوان پسری با هوش غیرمعمول و مشتاق ادبیات توصیف کردند.
پروکتر اند گمبل پدرش را در مارس ۱۹۰۸ اخراج کرد و خانواده به سینت پال بازگشت. اگرچه پدر الکلی‌اش تهی‌دست شده بود اما ارثیهٔ مادرش کمک خرج خانواده بود تا بتوانند در همان وضعیت متوسط زندگی کنند. فیتزجرالد از سال ۱۹۰۸ تا ۱۹۱۱ در آکادمی سینت پال تحصیل کرد. فیتزجرالد در سیزده سالگی اولین اثر داستانی خود را در روزنامهٔ مدرسه منتشر کرد. در سال ۱۹۱۱، والدین فیتزجرالد او را به مدرسهٔ پیش‌دانشگاهی کاتولیکی نیومن در هکنساک فرستادند. در نیومن، پدر سیگورنی فی به توانایی‌های ادبی‌اش پی برد و او را تشویق کرد تا نویسنده شود.

### پرینستون و جینورا کینگ
فیتزجرالد پس از فارغ‌التحصیلی از نیومن در سال ۱۹۱۳، در دانشگاه پرینستون ثبت‌نام کرد و یکی از معدود کاتولیک‌های جامعهٔ دانشجویی شد. او با گذشت نیمسال‌های تحصیلی، با هم‌کلاسی‌هایش ادموند ویلسون و جان پیل بیشاپ دوستیِ نزدیکی را شکل داد که هر دوی آن‌ها بعدها به حرفهٔ ادبی‌اش کمک کردند. فیتزجرالد که مصمم بود تا نویسنده‌ای موفق شود، داستان‌ها و شعرهایی را برای پرینستون تراینگل کلاب، پرینستون تایگر و ناسائو لیت نوشت.
فیتزجرالد در طی سال دوم دانشگاه و وقفۀ تعطیلات کریسمس به سینت پال بازگشت؛ در آنجا جینورا کینگ، نووارد ۱۶ سالۀ شیکاگویی را دید و عاشق او شد. آن دو رابطۀ عاشقانه‌ای را آغاز کردند که برای چند سال ادامه داشت. او به الگویی ادبی برای ایزابل بورگه در این‌سوی بهشت، دیزی بیوکنن در گتسبی بزرگ و بسیاری دیگر از شخصیت‌های داستانی فیتزجرالد تبدیل شد. زمانی که فیتزجرالد دانشجوی پرینستون بود، جینورا در مدرسۀ ویژه دختران وستوور، در نزدیکی کنتیکت تحصیل می‌کرد. او تا زمانی که جینورا را به‌دلیل لاس‌زنی با انبوهی از ستایندگان جوان از پنجرۀ خوابگاهش اخراج کردند، در وستوور با او دیدار می‌کرد. بازگشت او به خانه، به معاشقه‌های هفتگی فیتزجرالد پایان داد.
علی‌رغم فاصلۀ بسیاری که بین آن دو شکل گرفته بود، فیتزجرالد همچنان به او علاقه‌مند بود و از این‌سر به آن‌سر کشور سفر کرد تا خانوادۀ کینگ را در عمارت خانوادگی‌شان در لیک فارست ملاقات کند. اگرچه جینورا عاشق او بود اما خانوادۀ طراز اول کینگ اظهار عشق اسکات را به‌دلیل وضعیت اجتماعی او و مقایسه‌اش با سایر خواستگاران پول‌دار تحقیر کردند. ظاهراً چارلز گارفیلد کینگ، پدر مستبد جینورا به فیتزجرالد جوان گفت: «پسران فقیر نباید به فکر ازدواج با دختران پول‌دار باشند.»
فیتزجرالدِ آمادۀ خودکشی که جینورا او را به‌عنوان شریک زندگی نامناسب نپذیرفت، در بحبوحۀ جنگ جهانی اول برای نیروی زمینی ایالات متحده داوطلب خدمت شد و به‌عنوان ستوان دوم مأموریت یافت. در حالی که در انتظار برای اعزام به جبهۀ غربی، جایی که امید داشت تا در پیکار بمیرد، در اردوگاه آموزشی واقع در فورت لون‌وورت مستقر شد که فرماندهی آن را دوایت آیزنهاور، ژنرال و رئیس‌جمهوری آیندۀ ایالات متحده بر عهده داشت. فیتزجرالد ظاهراً تحت اختیار آیزنهاور آزرده و به‌شدت از او متنفر بود. فیتزجرالد با امید به انتشار رمانی تا پیش از مرگ مورد انتظارش در اروپا، دست‌نوشته‌ای ۱۲۰ هزار کلمه‌ای را در مدت سه ماه نوشت که خودپرست‌های رمانتیک نام داشت. هنگامی که او دست‌نوشته را برای ناشران فرستاد، اسکریبنرز آن را رد کرد. با این حال، این اثر مورد توجه مکسول پرکینز، نقاد قرار گرفت که نوشته‌های فیتزجرالد را تحسین و او را تشویق کرد تا پس از بازبینی‌های بیشتر، دوباره آن را بفرستد.

### خدمت ارتش و زلدا سایر

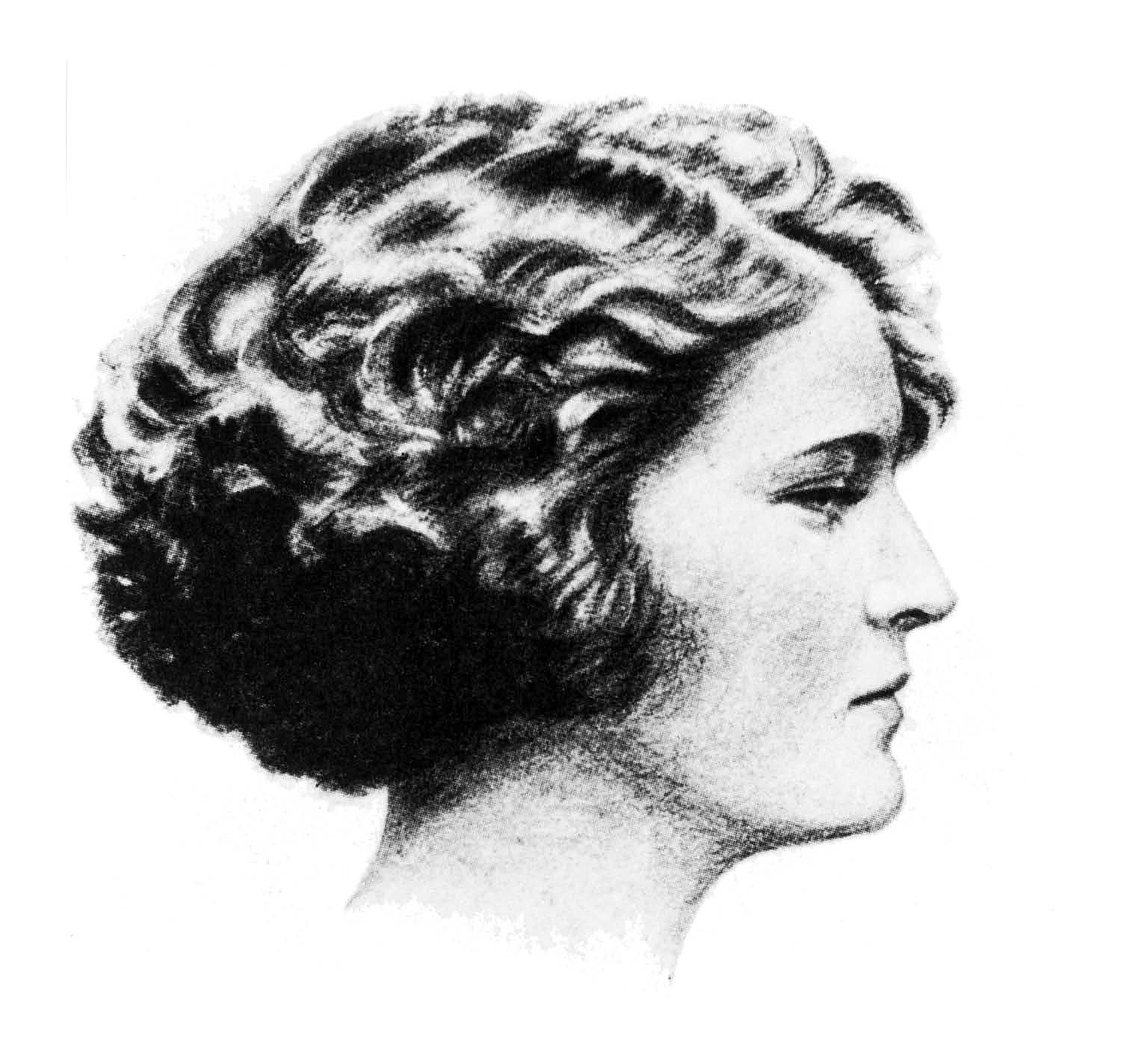
طرحی از زلدا سایر، اثر هنرمند گوردون براینت که در مجله متروپولیتن انتشار یافت

فیتزجرالد در ژوئن ۱۹۱۸ به همراه هنگ‌های ۴۵ و ۶۷ پیاده‌نظام در کمپ شریدان، در نزدیکی مانتگامری مستقر شد. فیتزجرالدِ تنها، در تلاش برای واکنش به جواب رد از سوی جینورا، شروع به گذاشتن قرار با زنان جوان مختلف در مانتگامری کرد. فیتزجرالد در باشگاهی روستایی با زلدا سایر، زیبای جنوبی ۱۷ ساله و نوهٔ متمکن سناتور مؤتلفه که خانوادهٔ گسترده‌اش صاحب کاخ سفید اتحاد ایالت‌های جنوبی بودند، آشنا شد. زلدا یکی از مشهورترین نوواردهای مجموعهٔ باشگاه روستایی انحصاری مانتگامری بود. گرچه طولی نکشید که رابطه‌ای عاشقانه آغاز شد اما اسکات به مکاتبه با جینورا ادامه داد و بی‌ثمر به‌دنبال شانسی برای ازسرگیری رابطه با او بود. سه روز پس از آنکه جینورا با تاجر ثروتمند شیکاگویی ازدواج کرد، فیتزجرالد در سپتامبر ۱۹۱۸، ابراز علاقهٔ خود به زلدا را اظهار کرد.
اقامت موقت فیتزجرالد در مانتاگامری در نوامبر ۱۹۱۸، زمانی که به‌سوی شمال به کمپ میلز در لانگ آیلند انتقال یافت، برای مدت کوتاهی متوقف شد. هنگامی که در آنجا مستقر بود، نیروهای متفقین با آلمانی‌ها آتش‌بسی را امضا کردند و جنگ پایان یافت. او که به پایگاهی در نزدیکی مانتاگامری بازگردانده شد تا منتظر ترخیص باشد، مشغلهٔ خود به زلدا را از نو کرد. اسکات و زلدا، هر دو درگیر کاری شدند که فیتزجرالد بعدها از آن به‌عنوان بی‌ملاحظگی جنسی یاد کرد و طی دسامبر ۱۹۱۸ رابطه‌شان را به پایان رساندند. اگرچه فیتزجرالد در ابتدا قصد ازدواج با زلدا را نداشت اما این زوج به تدریج خود را نامزد غیررسمی می‌دانستند. با این حال، زلدا تا پیش از توفیق مالی فیتزجرالد، از ازدواج با او امتناع می‌کرد.
فیتزجرالد به‌محض ترخیص در ۱۴ فوریهٔ ۱۹۱۹ به نیویورک رفت و در آنجا از ویراستاران روزنامه‌های مختلف برای دریافت شغل تمنا کرد اما نتیجه‌ای در پی نداشت. او سپس به نوشتن نسخه‌های تبلیغاتی روی آورد تا بتواند موقعیت خود را حفظ کند و در عین حال به‌عنوان نویسندهٔ داستانی به موفقیت دست یابد. فیتزجرالد به‌طور مداوم برای زلدا نامه می‌نوشت و در حوالی مارس ۱۹۲۰، حلقهٔ مادرش را برای او فرستاد و آن دو رسماً نامزد کردند. چند تن از دوستان فیتزجرالد با این ازدواج مخالف بودند، زیرا آن‌ها زلدا را برای او ناشایسته می‌دانستند. به همین ترتیب، خانوادهٔ اسقفی زلدا به‌دلیل پیشینهٔ کاتولیکی اسکات، وضعیت مالی نامطمئن و نوشیدن بیش از حد، نسبت به او محتاط بودند.
فیتزجرالد در پی کسب ثروت، در نیویورک برای آژانس تبلیغاتی بارون کولیر مشغول به کار بود و در اتاقی تک‌نفره در وست ساید منهتن زندگی می‌کرد. با وجود خلق شعار جذاب «ما شما را در ماسکتین پاک نگاه می‌داریم» برای یک رخت‌شوی خانه در آیووا، مزد کمی برای آن دریافت کرد و زندگی را در فقر نسبی می‌گذراند. او که همچنان مشتاق فعالیت در حرفهٔ پرآمد ادبی بود، در اوقات فراغتش چند داستان کوتاه و طنز نوشت. با بیش از ۱۲۰ بار شنیدن جواب رد، او تنها یک داستان به نام «طفل‌های کوچک در جنگل» را فروخت و بابت آن مبلغ ناچیز ۳۰ دلار را دریافت کرد.
فیتزجرالد سال ۱۹۳۷ پس از بستن قراردادی با کمپانی رسانه‌ای «مترو گلدوین مایر» به لس‌آنجلس مهاجرت کرد. وقتی فیتزجرالد داستان کوتاه «دمای هوا» را در سال ۱۹۳۸ نوشت در مجله «اسکوایر» فیلم‌نامه و داستان‌کوتاه می‌نوشت و روی رمان تمام‌نشده‌اش به نام «عشق آخرین تایکون» کار می‌کرد.
داستان کوتاه دمای هوا دربارهٔ «اِمِت مونسن»، نویسنده ۳۱ ساله الکلی است که به بیماری قلبی دچار است و داستان در لس‌آنجلس اتفاق می‌افتد. براساس توصیفی که خبرگزاری آسوشیتدپرس از این داستان دارد، مونسن «بسیار خوش‌عکس» است، «لاغر و زیبایی مرموزانه» دارد و داستان به‌طور واضح سینمایی است.
اسکات فیتزجرالد ۲۱ دسامبر ۱۹۴۰ درگذشت و روزنامه نیویورک‌تایمز در خبر درگذشت او نوشت: «آینده حرفه‌ای درخشان او آن‌طور که باید هیچ‌وقت تحقق نیافت.»
فرانسیس اسکات فیتز جرالد یکی از بهترین داستان نویسان قرن بیستم به حساب می‌آید. متن داستان‌هایش همواره، عاری از هرگونه پیچیدگی ادبی است. او در عصر جاز در ۲۴ سپتامبر سال ۱۸۹۶ در سنت پل مینه سوتا متولد شد. در زمان تولد او آمریکا به شهری با تکنولوژی پیشرفته تبدیل شده بود که روز به روز به تعداد شرکت‌های بزرگ آن افزوده می‌شد.
فیتز جرالد رمان‌های خود را به چاپ رساند. در سال ۱۹۲۵ معروف‌ترین رمان او نام گتسبی بزرگ به چاپ رسید. یکی از مجموعهٔ آثار او، داستان‌های کوتاه اوست. در زمان حیات او داستان‌هایش مورد توجه قرار نگرفت و همسرش زلدا به بیماری روحی مبتلا شد. مجموعهٔ داستان‌های کوتاه او شامل ۵۴ داستان کوتاه است که در این مقاله یکی از داستان‌های کوتاه او به نام رویاهای زمستان درسال ۱۹۲۲ به چاپ رسیده‌است و در ذیل سعی شده‌است این اثر به درستی به فارسی ترجمه شود.

## آثار
از اسکات فیتز جرالد تاکنون پنج رمان و مجموعه داستان‌های کوتاه او به فارسی در چندین جلد از مترجمین مختلف ترجمه شده‌است:
- این سوی بهشت، ترجمهٔ سهیل سمی، انتشارات ققنوس
- زیبا و ملعون، ترجمهٔ سهیل سمی، انتشارات ققنوس
- گتسبی بزرگ، ترجمهٔ کریم امامی، انتشارات نیلوفر
- لطیف است شب، ترجمهٔ اکرم پدرام نیا، انتشارات قطره
- آخرین قارون، ترجمهٔ علیرضا کیوانی نژاد، انتشارات چشمه
- بازگشت به بابل (شامل سه داستان بازگشت به بابل، جام کریستال و دههٔ گمشده)، ترجمهٔ بنفشه جعفر، انتشارات روزگار نو
- رویاهای زمستان

## آثار سینمایی اقتباس شده
آثار سینمایی اقتباس شده از رمان گتسبی بزرگ از فیتزجرالد به شرح جدول زیر است.
| نام فیلم   | سال تولید | هنرپیشگان                                  | نوع فیلم                   |
| ---------- | --------- | ------------------------------------------ | -------------------------- |
| گتسبی بزرگ | ۱۹۲۶      | وارنر باکسترلوئیس ویلسون                   | فیلم صامت                  |
| گتسبی بزرگ | ۱۹۴۹      | الن لادبتی فیلد                            | فیلم بلند سینمایی          |
| گتسبی بزرگ | ۱۹۷۴      | رابرت ردفوردمیا فارو                       | فیلم بلند سینمایی          |
| گتسبی بزرگ | ۲۰۰۰      | توبی استفنزمیرا سوروینوپل راد (نیک کاراوی) | فیلم تلویزیونی             |
| جی         | ۲۰۰۲      | ریچارد تی جونز                             | موزیکال هیپ هاپ            |
| گتسبی بزرگ | ۲۰۱۳      | لئوناردو دی‌کاپریو، توبی مگوایر             | فیلم بلند سینمایی و ۳ بعدی |

## یادداشت
1. ↑  پیش از تولد فیتزجرالد، والدین وی دو فرزندشان — لوئیس و ماری — را از دست داده بودند. میان‌نام خواهرش، لوئیس نیز اسکات بود.[۴]

## واژه‌نامه
1. ↑  Edward Fitzgerald
2. ↑  Mary "Molly" McQuillan
3. ↑  Philip F. McQuillan
4. ↑  Holy Angels Convent
5. ↑  Nardin Academy
6. ↑  St. Paul Academy
7. ↑  Sigourney Fay
8. ↑  Edmund Wilson
9. ↑  John Peale Bishop
10. ↑  Princeton Triangle Club
11. ↑  Princeton Tiger
12. ↑  Nassau Lit
13. ↑   sophomore
14. ↑  Ginevra King
15. ↑  debutante
16. ↑  Isabelle Borgé
17. ↑   Daisy Buchanan
18. ↑  Westover School
19. ↑  Charles Garfield King
20. ↑  Second lieutenant
21. ↑  The Romantic Egotist